# Hans-Otto Weidenbach
Hans-Otto Weidenbach (* 25. Juli 1952 in Bremen; † 16. Juli 2011 in Bremen) war ein freiberuflicher Journalist und Politiker (NPD, DVU). 

## Biografie

### Ausbildung und Beruf
Weidenbach absolvierte nach der Schulausbildung eine Maschinenschlosser-Lehre bei Bohm & Kruse in Bremen-Hemelingen. 1972 trat er in den Bundesgrenzschutz (BGS) ein und erhielt eine Ausbildung zum Polizeivollzugsbeamten. Danach war er Verwaltungsangestellter in der Kindergeldkasse des Arbeitsamtes in Bremen. Von 1976 bis 1981 arbeitete er als Maschinist in einem Bremer Großunternehmen der Nahrungsmittelindustrie, anschließend als technischer Angestellter in einem Bremer Fruchthandelsunternehmen. Seit 1987 arbeitete er als freiberuflicher Journalist mit den Schwerpunkten Geschichte und Tagespolitik.
Weidenbach war verheiratet und hatte ein nicht adoptiertes Stiefkind.

### Politik
Bereits 1971 war Weidenbach Aktivist bei den Jungen Nationaldemokraten (JN) in Bremen. 1976 trat er in die Nationaldemokratische Partei Deutschlands (NPD) ein. Von 1977 bis 1992 war er Vorsitzender des NPD-Kreisverbandes Bremen-Stadt, vom Frühjahr 1987 bis November 1992 Vorsitzender des NPD-Landesverbandes Bremen und zwischenzeitlich Mitglied des Parteivorstands.
Weidenbach war Gründungsmitglied der Deutschen Volksunion (DVU) als Partei im März 1987. Er wurde in den Vorstand des DVU-Landesverbandes Bremen gewählt. 1992 wurde er Vorsitzender des DVU-Landesverbandes Niedersachsen und 1995 Mitglied des Bundesvorstands der DVU. Von Januar 2009 bis Juni 2010 war er Mitglied des Parteipräsidiums und stellv. Parteivorsitzender und von 2007 bis Juni 2010 Vorsitzender des DVU-Landesverbandes Bremen. Mitte Juni 2010 trat er von allen Parteiämtern zurück. Als Abgeordneter der Deutschen Volksunion war Weidenbach von Oktober 1991 bis Mai 1995 Mitglied der Bremischen Bürgerschaft (Landtag).